# 四阿

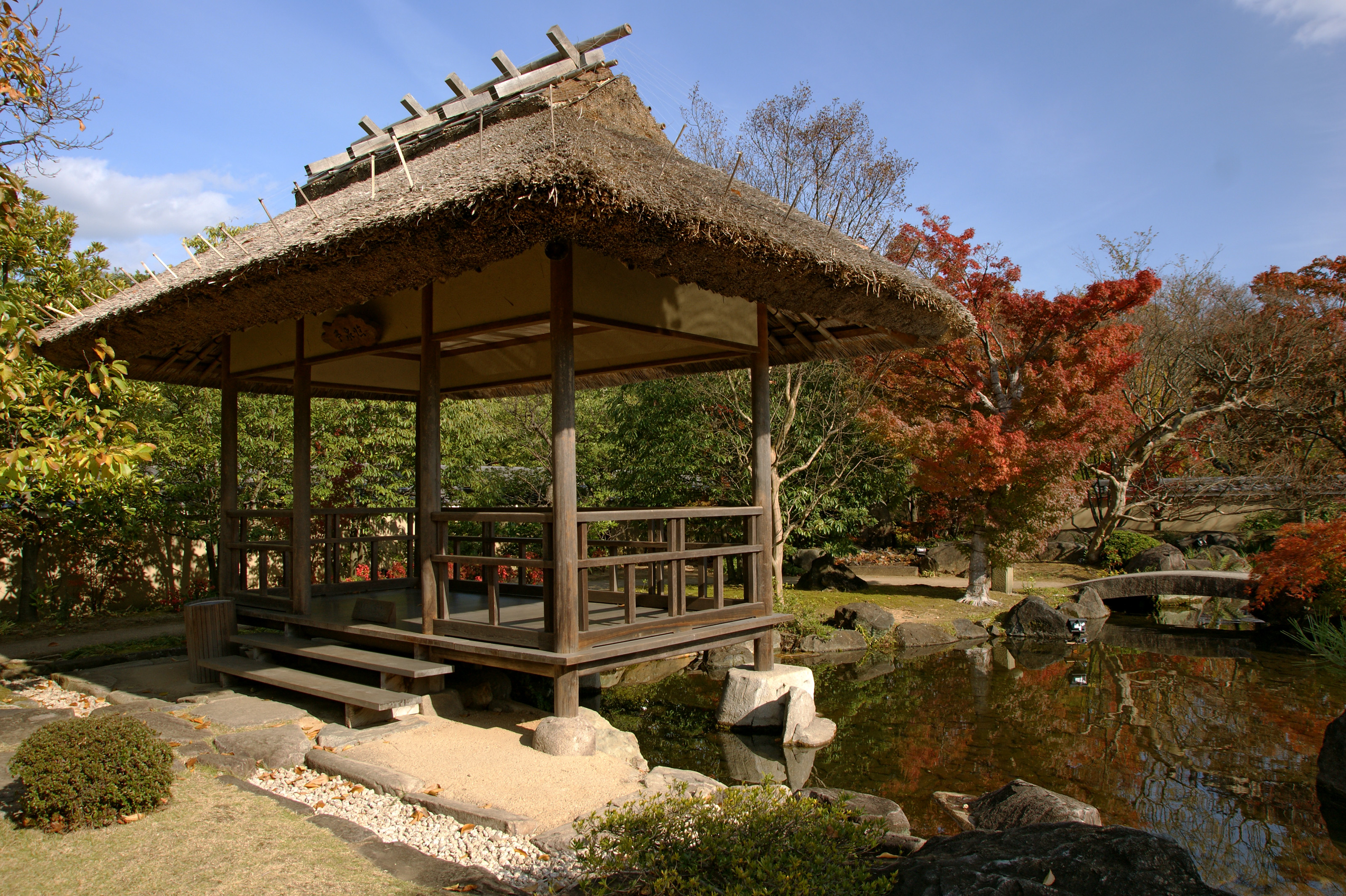
臨泉亭（好古園、姫路市)

四阿（あずまや、しあ）、東屋（あずまや）とは庭園などに眺望、休憩などの目的で設置される簡素な建屋。「四阿」の「阿」は軒の意味で、四方に軒を下ろした寄棟、宝形造などの屋根を持つ建造物を意味する。唐風に「亭」（ちん）とも呼ばれる。和語の「あずまや」は東国風の鄙俗な建屋を意味する。

## 構造
柱だけで壁面をほとんど持たないか、持っていても簡素な造りのものが多い。開放的で眺望に優れるため、大名庭園や神苑、池の畔などに休憩所として設営された。屋根は寄棟など四方に軒を下ろしたもののほか、六角形や八角形の屋根を持つ宝形造のものが多く見られる。中国では寄棟造を「四阿頂」という。
風景を楽しむ場所のみならず、建物それ自体が庭園の風景にとけ込み、意匠として風景に雅趣を加えることもある。屋根は藁葺き、茅葺き、板葺きが多いが、瓦葺きや桧皮葺きの屋根を持つものもある。広さは4～5人が入れる程度のものであり、座席や欄干を設けることもある。
現代建築としては、公園や観光地に設置される西洋風の四阿（英語で「ガゼボ」という）が馴染み深い。

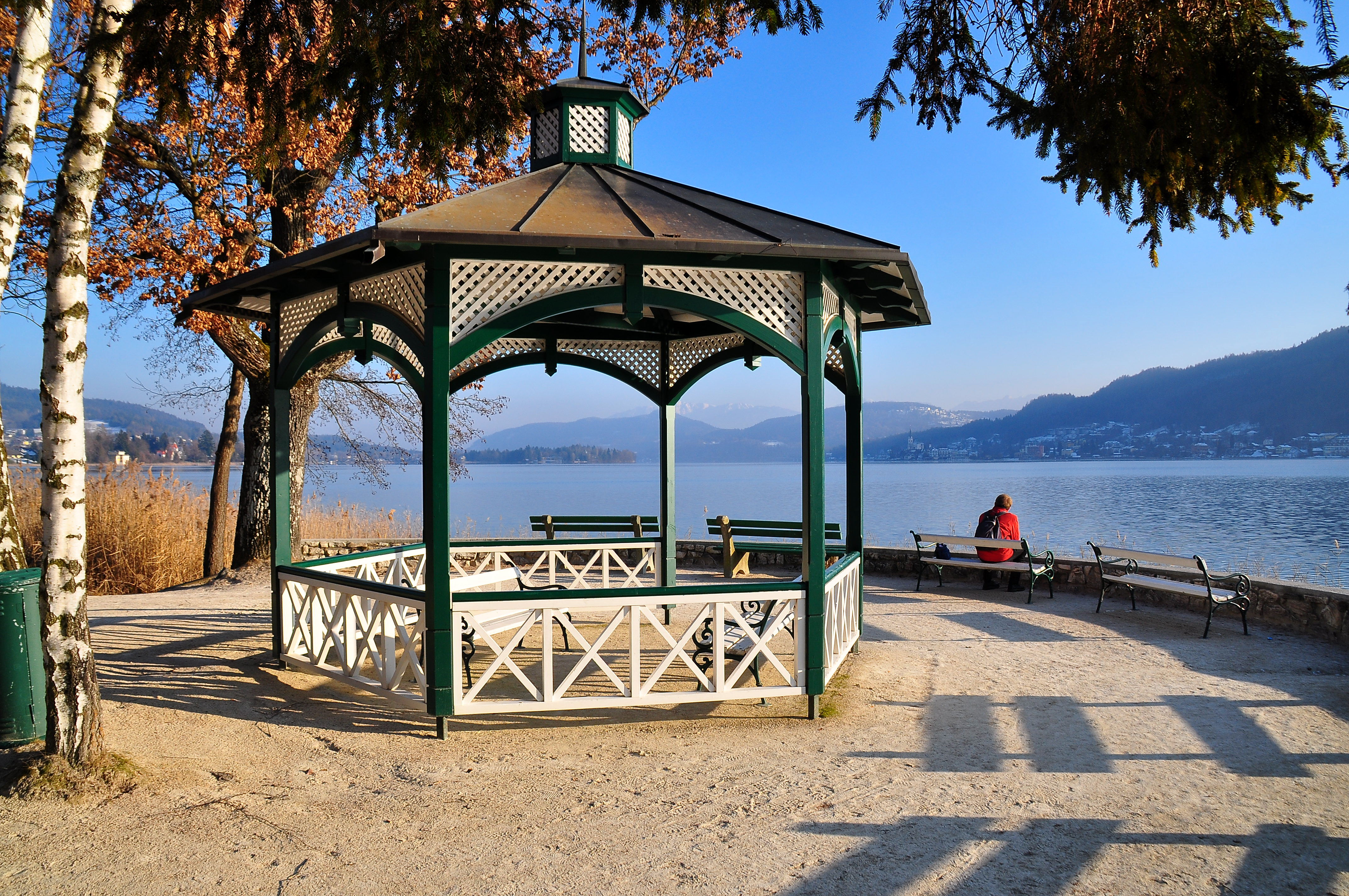
ヴェルター湖畔のガゼボ（オーストリア）
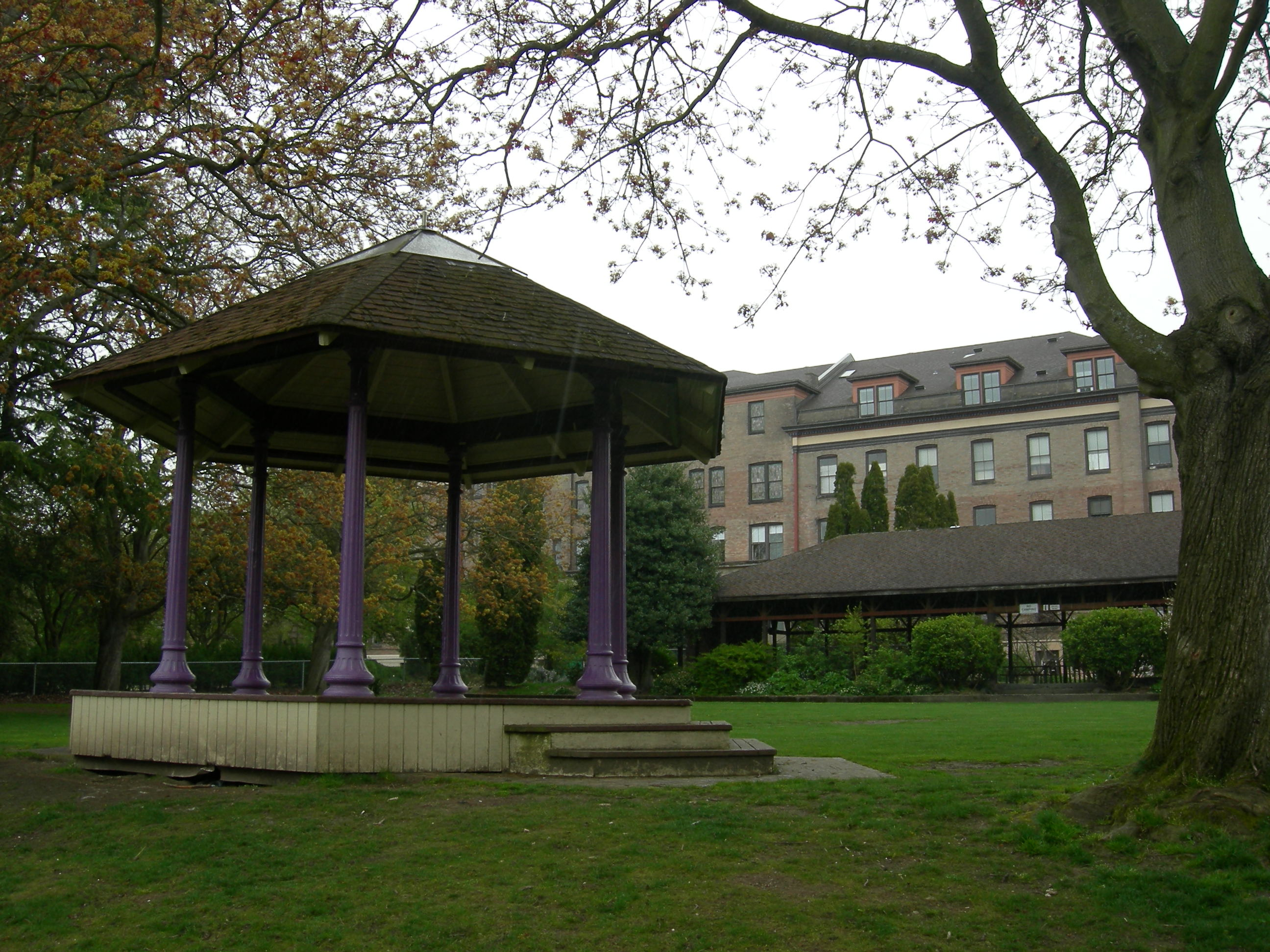
公園のあずまや（ガゼボ）
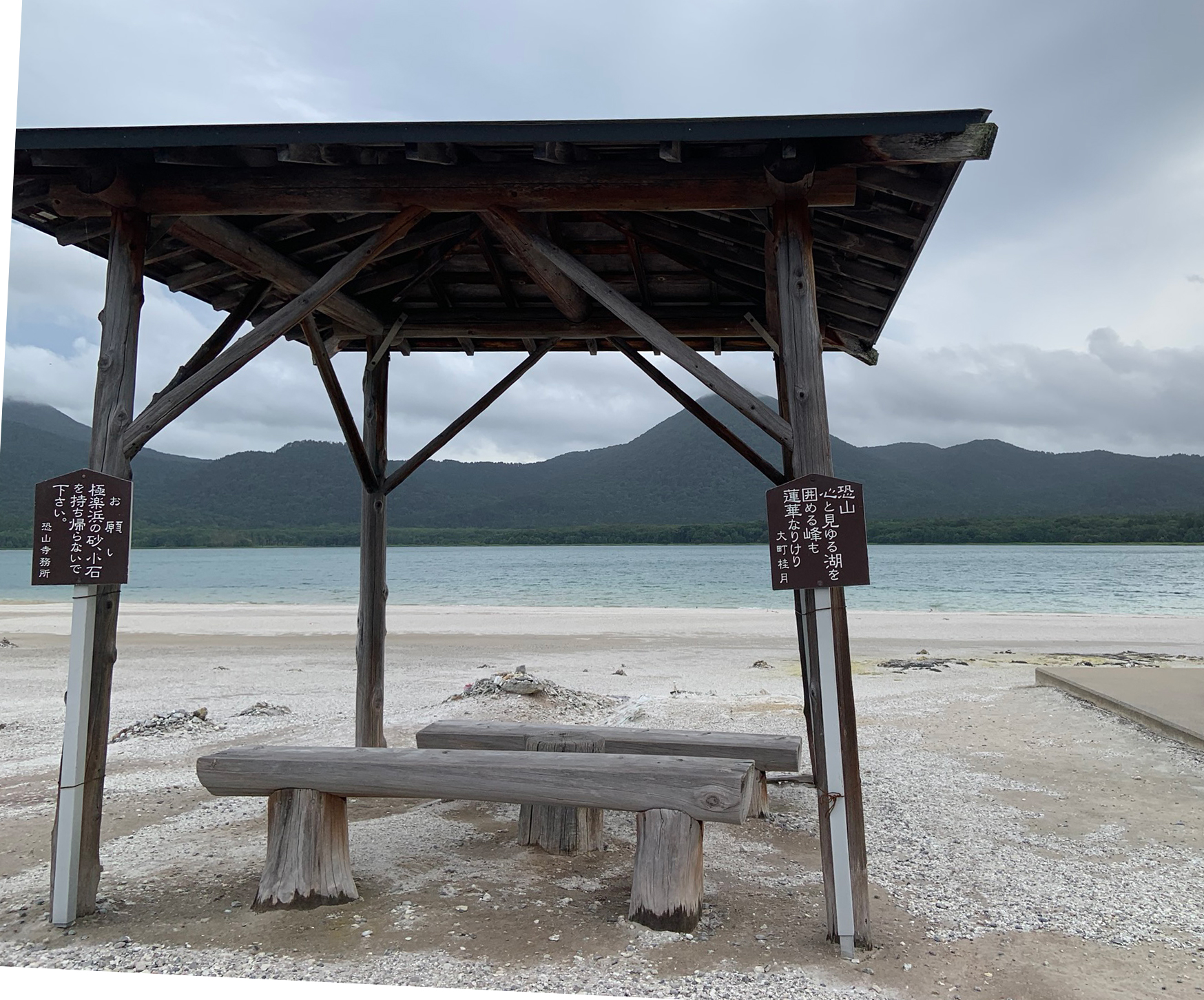
簡素なあずまや（宇曽利湖）
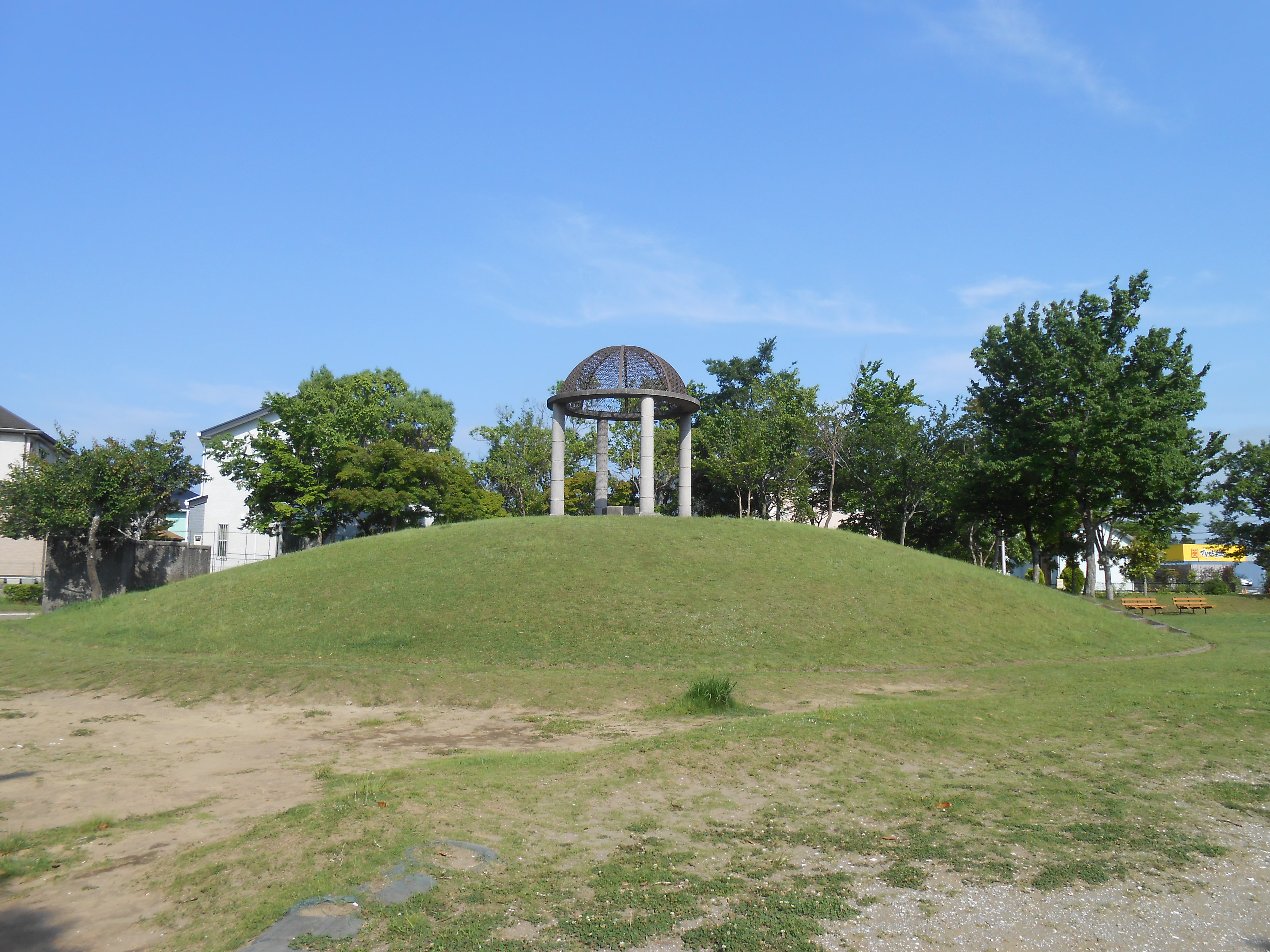
ドーム型のパーゴラがあるあずまや（ガゼボ）（千葉県市原市ちはら台南2丁目の弥生公園）。
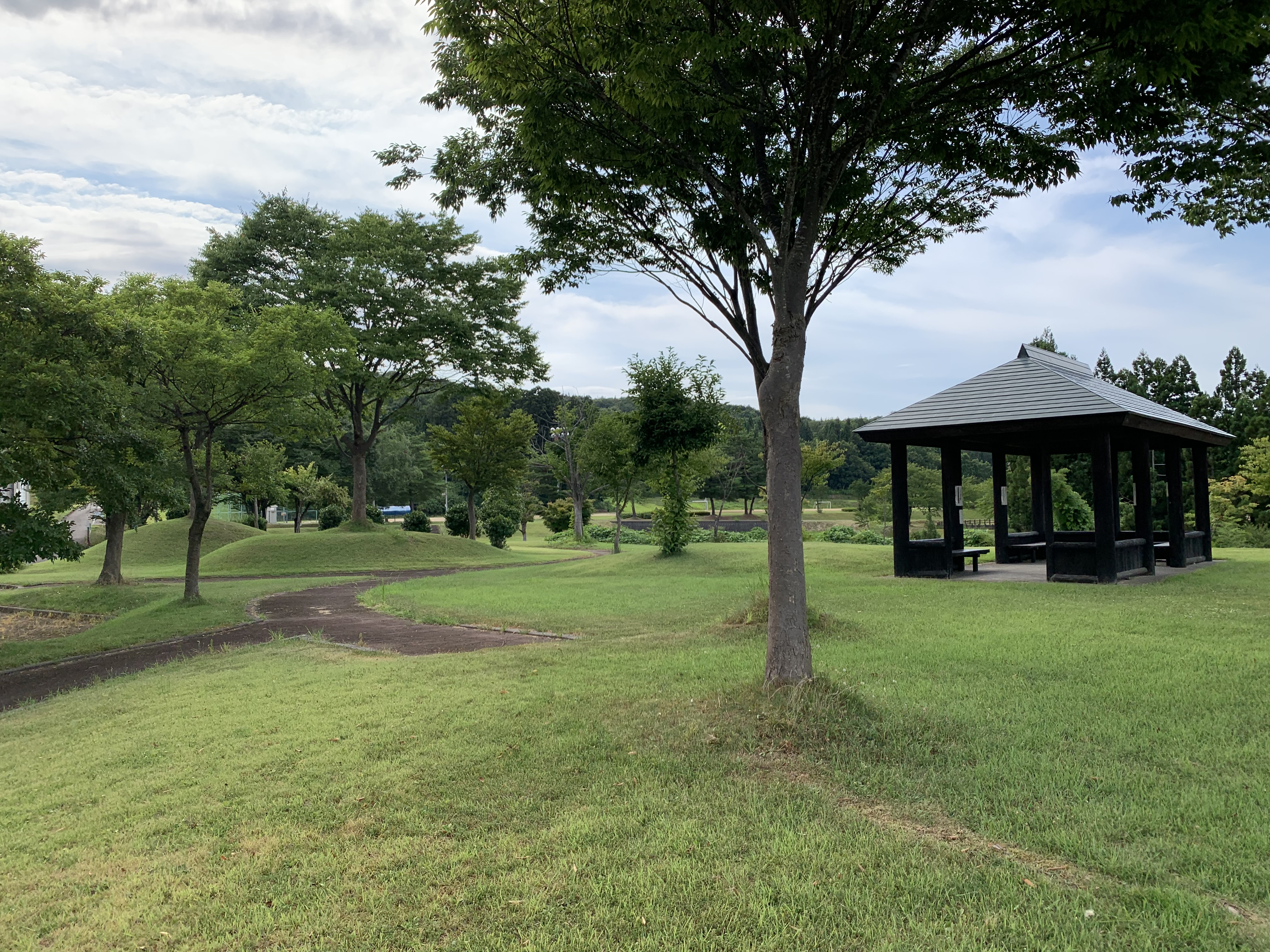
新潟県小千谷市にある白山運動公園の東屋

## 著名な四阿
- 卍字亭（桂離宮）
- 臨泉亭（好古園）